# Grande Renonciation masculine

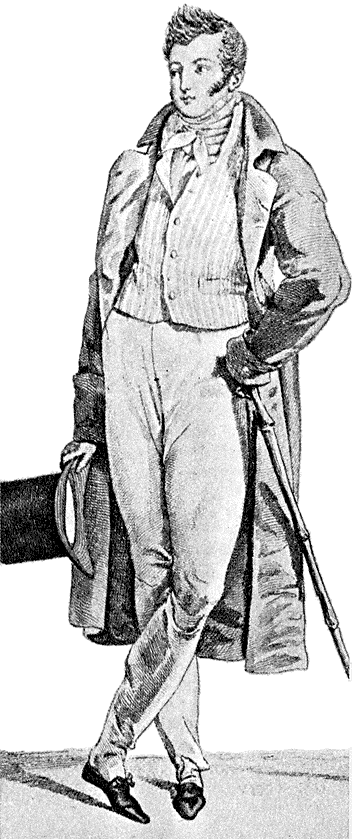
Tenue d'homme en redingote (1813), vue dans Costumes Parisiens : Journal des dames et des modes

La Grande Renonciation masculine est un phénomène historique qui s'est produit à la fin du XVIIIe siècle, en Europe : les hommes riches d'Occident abandonnent dans leurs tenues vestimentaires les couleurs vives et la variété des formes brillantes, élaborées et raffinées, qui deviennent désormais réservées aux vêtements féminins. Au lieu de cela, les hommes se concentrent sur les différences minimes de coupe et sur la qualité du tissu uni. Théorisé par le psychanalyste anglais John Carl Flügel dans les années 1930, elle est considérée comme un tournant majeur de l'histoire du vêtement au cours duquel les hommes renoncent à leur prétention à l'ornementation et à la beauté. Flügel affirme que les hommes « abandonnaient leur prétention à être considérés comme beaux » et « cherchaient désormais à n'être qu'utiles ». Cette Grande Renonciation encourage l'établissement du monopole du costume sur leur tenue au début du XIXe siècle.

## Histoire
La grande renonciation masculine a commencé au milieu du XVIIIe siècle, inspirée par les idéaux des Lumières ; les vêtements qui signalaient un statut aristocratique sont passés de mode au profit de vêtements fonctionnels et utilitaires. Le nouveau côté pratique des vêtements pour hommes a également coïncidé avec l'articulation de l'idée que les hommes étaient rationnels et que les femmes étaient frivoles et émotives. 
Pendant la Révolution française, le port de vêtements associés à l'Ancien Régime royaliste a fait de celui qui le portait une cible pour les Jacobins. Les hommes de la classe ouvrière de l'époque, dont beaucoup étaient des révolutionnaires, sont devenus connus sous le nom de sans-culottes parce qu'ils ne pouvaient pas se permettre des culottes de soie et portaient à la place des pantalons moins chers .  Le terme a été utilisé pour la première fois comme une insulte par l'officier français Jean-Bernard Gauthier de Murnan, mais a été récupéré par ces hommes à l'époque de la manifestation du 20 juin 1792.
Aux États-Unis, le mouvement a été associé au républicanisme américain, avec Benjamin Franklin abandonnant sa perruque pendant la Révolution américaine, et plus tard le Gold Spoon Oration de 1840 dénonçant Martin Van Buren. 
Les normes vestimentaires masculines adoptées après la Renonciation n'ont pas été largement remises en question dans le monde occidental l'essor de la contre-culture et de l'informalité accrue dans les années 1960.  

## Caractéristiques
Les vêtements de couleur sombre ou noirs devinrent la norme pour les vêtements masculins pendant la Renonciation. Les talons hauts, adoptés en Europe au début du XVIIIe siècle sur la base des chaussures d'équitation persanes, tombèrent en désuétude pour les hommes dans les années 1740. Les culottes moulantes qui suggéraient une meilleure coupe et accentuaient la force de la silhouette masculine, en particulier les jambes, furent remplacées par des pantalons. Les bas et les perruques et tissus coûteux furent également abandonnés.